# Canal web

Una de les icones més habituals per a identificar un canal.

Un canal web o d'informació web, també conegut com a fil web, feed o webfeed de l'anglès, és un contenidor d'informació destinat a la seua redifusió. Aquest consisteix generalment en un document XML i els seus formats més habituals són actualment l'RSS i l'Atom.